# Корес, Карлос
Хуан Карлос Маркес Корес (исп. Juan Carlos Márquez Cores) (19 апреля 1923, Сан Фернандо (ныне вошёл в состав Буэнос-Айреса), Аргентина — 8 февраля 2000, Буэнос-Айрес, Аргентина) — аргентинский актёр театра и кино, режиссёр и сценарист, работавший как у себя на родине, а также в Испании, Мексике и Чили.

## Биография
Родился 19 апреля 1923 года в Сан Фернандо. В кинематографе дебютировал в 1939 году в возрасте 16 лет — дебютировал в Чилийском кинематографе. Актёр стал находкой для чилийского режиссера Карлоса Боркоске, когда в 1939 году он снял фильм «И завтра они будут мужчинами»: он больше всего выделялся среди актеров, изображавших молодых заключенных института для несовершеннолетних. Затем он снялся в нескольких фильмах одного и того же режиссера, таких как «Я встретил эту женщину» (1942), «Каждый дом, мир» (1942), «Новый рассвет» (1942), «Молодежные мандаты» (1943) и «Чёрная долина» (1943), все эти фильмы были сняты в Чили. Кинокритики также не могли игнорировать его роль парня Ольги Зубарри в фильме Карлоса Хьюго Кристенсена «Обнаженный ангел».
В 1950 году решил попробовать себя для работы в Мексике и снялся в этой стране в пять фильмах, в том числе «Опасные кривые» режиссера Тито Дависона, двоюродного брата Карлоса Боркоске. В этой стране он был запущен как «Аргентинец Тайрон Пауэр». В 1950 году он снялся в фильме «Карибский циклон» с кубинской румберой Марией Антоньетой Понс, а в 1951 году он принял участие в двух других фильмах в этой стране, одним из которых была «Женщины без завтрашнего дня» Дэвисона. В том же году он поехал в Аргентину и снялся в «Моя жизнь для тебя», единственном фильме, который мексиканец Роберто Гавальдон снял в Аргентине.
В 1953 году он снялся в фильме «По другую сторону моста» Карлоса Ринальди, который получил хорошие отзывы кинокритиков. Он также работал с Титой Мерелло в «Гуачо» Лукаса Демаре в 1954 году и с Сульи Морено в фильме «Любовь никогда не умирает» Луиса Сесара Амадори в 1955 году. Позже он принял участие в театре в пьесах «Трамвай „Желание“», «Корона любви и смерти» и «Чай и сочувствие», а также пытался снять фильмы в качестве режиссёра-постановщика, три снятых фильма не пользовались успехом.
Скончался 8 февраля 2000 года в Буэнос-Айресе от остановки сердца.

## Личная жизнь
Карлос Корес был женат дважды.
- Первой женой была Читита Боркоске (дочь режиссера Карлоса Боркоске). В этом браке родилось трое детей. Однако личная жизнь не сложилась и супруги развелись.
- Второй женой была актриса Элисабет Килиан. В этом браке родилось двое детей, одна из которых — Элисабет Маркес, бывшая фотомодель.

## Фильмография

### Телесериалы
| Год     | Название телесериала      | Роль | Страна (Аргентина в список не ставится, ибо по умолчанию) |
| ------- | ------------------------- | ---- | --------------------------------------------------------- |
| 1960    | Амбициозная               |      | Мексика                                                   |
| 1960    | Там, где рождается грусть |      | Мексика                                                   |
| 1965    | Высокая комедия           |      |                                                           |
| 1981-85 | 24 часа                   |      |                                                           |

### Фильмы
| Год                       | Название фильма, либо должность (при работе кинематографиста в области административной группы, ставится его должность, если кинематографист занят как актёр и в административной группе, то в скобках ставится соответствующая пометка) | Роль                                                               | Страна (Аргентина в список не ставится, ибо по умолчанию)                         |
| ------------------------- | --- | ------------------------------------------------------------------ | --------------------------------------------------------------------------------- |
| Каждая семья — свой мирок | 1942 |                                                                    |                                                                                   |
| 1946                      | Дама смерти | Роберто Браун                                                      | Чили                                                                              |
| 1946                      | Обнажённый ангел | Марио                                                              |                                                                                   |
| 1951                      | Мария Кристина |                                                                    | Мексика                                                                           |
| 1952                      | Смерть на улицах |                                                                    |                                                                                   |
| 1954                      | Священный призыв | Мартин Томпсон                                                     |                                                                                   |
| 1954                      | Ублюдок |                                                                    |                                                                                   |
| 1956                      | Горькие стволы | Альфредо Гаспар                                                    |                                                                                   |
| 1959                      | Моей жене нужен муж | Рикардо                                                            | Мексика                                                                           |
| 1961-68                   | Нападение на город | актёр эпизода (+ режиссёр-постановщик, сценарист и автор рассказа) | первоначально фильм был запрещён к показу, разрешён и вышел на экраны в 1968 году |
| 1963                      | Линдор Ковас, большой человек | актёр эпизода (+ режиссёр-постановщик и сценарист)                 |                                                                                   |
| 1969                      | Город ворон | актёр эпизода (+ режиссёр-постановщик)                             | совм. с США                                                                       |
| 1975                      | Я убил Факундо | Факундо Кирога                                                     |                                                                                   |